# Fargesia macclureana
Fargesia macclureana är en gräsart som först beskrevs av Norman Loftus Bor, och fick sitt nu gällande namn av Christopher Mark Adrian Stapleton. Fargesia macclureana ingår i släktet bergbambusläktet, och familjen gräs. Inga underarter finns listade i Catalogue of Life.